# Arberella venezuelae
Arberella venezuelae är en gräsart som beskrevs av Emmet J. Judziewicz och Gerrit Davidse. Arberella venezuelae ingår i släktet Arberella och familjen gräs.
Artens utbredningsområde är Venezuela. Inga underarter finns listade i Catalogue of Life.